# Евдокия Ласкарина
Евдокия Ласкарина Ангелина Комнина (1210/1212 — 1249/1253) — младшая дочь никейского императора Феодора I Ласкариса и Анны Ангелины, жена регента Латинской империи Ансо де Кайо.
Во второй половине 1221 по настоянию латинских баронов император Роберт де Куртене направил в Никею посольство для переговоров о мире, освобождении пленных латинских рыцарей и заодно посватался к Евдокии, надеясь таким способом закрепить будущий мир с Никеей. Феодор I дал согласие на брак, несмотря на протесты патриарха Мануила I. Помолвка расстроилась из-за последовавшей вскоре смерти никейского императора.
В 1223 Евдокия вместе с братьями своего отца — севастократорами Алексеем и Исааком — бежала из Никеи в Константинополь. Между 1223 и 1228 вышла замуж за Ансо де Кайо, бывшего в 1237—1238 регентом Латинской империи, а затем комендантом крепости Цурул.
В 1247 император Иоанн III Дука Ватац осадил Цурул.

В городе находилась его свояченица Евдокия, которую взял в жены Асель де Кае по желанию её сестры, императрицы Ирины, и зятя её, императора. Однако Асель де Кае не нашел мужества остаться в городе, а узнав о нападении императора, покинул его; супругу же свою, Евдокию, он оставил в городе, вверив ей достаточный гарнизон. Ему казалось, что император из-за своей свояченицы не захочет осаждать город. Но тот, совершенно не считаясь с этим, подступил к городу, поставил стенобитные и метательные машины и через считанное количество дней захватил его. Сестру своей жены он отправил в Константинополь, дав ей для езды одного коня, а всех остальных, составлявших гарнизон города, отослал пешими.— Георгий Акрополит. История, 47
Дочь:
- Евдоксия де Кайо (ум. ранее 1275). Муж: Дрё де Бомон (ум. 1276/1277), сеньор де Сен-Женевьев, маршал Сицилии